# Konkouré (ville)
Ne doit pas être confondu avec Konkouré (fleuve).
Konkouré est une ville et une sous-préfecture de Guinée, rattachée à la préfecture de Mamou et à la région de Mamou. 

## Population
En 2016, la localité comptait 13 945 habitants.